# كارلوس رودريغيز (مخرج)
كارلوس رودريغيز (بالإسبانية: Carlos Rodríguez)‏ هو مخرج إسباني، ولد في 15 يناير 1966 في مدريد في إسبانيا.

## وصلات خارجية
- كارلوس رودريغيز على موقع IMDb (الإنجليزية)
- كارلوس رودريغيز على موقع ألو سيني (الفرنسية)
- كارلوس رودريغيز على موقع أول موفي (الإنجليزية)
- كارلوس رودريغيز على موقع كينوبويسك (الروسية)